# Kamer van volksvertegenwoordigers (samenstelling 1878-1882)
De 15de legislatuur van de Belgische Kamer van volksvertegenwoordigers liep van 23 juli 1878 tot 13 mei 1882. De Kamer van volksvertegenwoordigers telde toen 132 leden. 
Tijdens deze legislatuur was de regering-Frère-Orban II (juni 1878 - juni 1884) in functie. Dit was een liberale meerderheid.

## Verkiezingen
Het nationale kiesstelsel was in die periode gebaseerd op cijnskiesrecht, volgens een systeem van een meerderheidsstelsel, gecombineerd met een districtenstelsel. Iedere Belg die ouder dan 25 jaar was en een bepaalde hoeveelheid cijns betaalde, kreeg stemrecht. Hierdoor was er een beperkt kiezerskorps.
Deze legislatuur volgde uit de verkiezingen van 11 juni 1878. Bij deze verkiezingen werden 66 van de 132 parlementsleden verkozen. Dit was het geval in de kieskringen Gent, Eeklo, Oudenaarde, Aalst, Dendermonde, Sint-Niklaas, Charleroi, Bergen, Doornik, Aat, Thuin, Zinnik, Luik, Verviers, Hoei, Borgworm, Hasselt, Tongeren en Maaseik.
Op 8 juni 1880 vonden tussentijdse verkiezingen plaats, waarbij de overige 66 leden verkozen werden. Dit was het geval in de kieskringen Antwerpen, Mechelen, Turnhout, Brussel, Nijvel, Leuven, Brugge, Veurne, Kortrijk, Ieper, Tielt, Roeselare, Oostende, Diksmuide, Aarlen, Marche, Virton, Bastenaken, Neufchâteau, Namen, Philippeville en Dinant.

## Zittingen
In de 15de zittingsperiode (1878-1882) vonden zes zittingen plaats. Van rechtswege kwamen de Kamers ieder jaar bijeen op de tweede dinsdag van november.
| Zitting               | Opening          | Sluiting         |
| --------------------- | ---------------- | ---------------- |
| buitengewone zitting  | 23 juli 1878     | 22 augustus 1878 |
| 2de zitting 1878-1879 | 12 november 1878 | 1 augustus 1879  |
| 3de zitting 1879-1880 | 11 november 1879 | 15 mei 1880      |
| buitengewone zitting  | 3 augustus 1880  | 19 augustus 1880 |
| 5de zitting 1880-1881 | 9 november 1880  | 6 augustus 1881  |
| 6de zitting 1881-1882 | 8 november 1881  | 16 mei 1882      |

## Samenstelling
| Begin legislatuur (1878) | Begin legislatuur (1878) | Begin legislatuur (1878) | Einde legislatuur (1882) | Einde legislatuur (1882) | Einde legislatuur (1882) |
| Fractie                  | Fractie                  | Zetels                   | Fractie                  | Fractie                  | Zetels                   |
| ------------------------ | ------------------------ | ------------------------ | ------------------------ | ------------------------ | ------------------------ |
|                          | Liberalen                | 71                       |                          | Liberalen                | 74                       |
|                          | Katholieken              | 61                       |                          | Katholieken              | 58                       |

Wijzigingen in fractiesamenstelling:
- Bij de periodieke verkiezingen van 1880 winnen de liberalen drie zetels ten nadele van de katholieken.

## Lijst van de volksvertegenwoordigers
| Volksvertegenwoordiger                | Partij    | Kieskring     | Opmerkingen |
| ------------------------------------- | --------- | ------------- | --- |
| Alfred Guyot                          | Katholiek | Antwerpen     | |
| Edward Coremans                       | Katholiek | Antwerpen     | |
| Victor Jacobs                         | Katholiek | Antwerpen     | |
| Edward Osy de Zegwaart                | Katholiek | Antwerpen     | Vervangt vanaf 3 augustus 1880 Léopold de Wael (Liberaal), die bij de tussentijdse verkiezingen niet herkozen raakte. De Wael was ondervoorzitter tot 8 juni 1880. |
| Eugène Meeus                          | Katholiek | Antwerpen     | |
| Jan De Laet                           | Katholiek | Antwerpen     | |
| Eugène de Decker                      | Katholiek | Antwerpen     | |
| Louis Lefebvre                        | Katholiek | Mechelen      | |
| Jean Notelteirs                       | Katholiek | Mechelen      | |
| Eugène de Kerckhove                   | Katholiek | Mechelen      | |
| Alphonse Nothomb                      | Katholiek | Turnhout      | |
| Jean-Baptiste Coomans                 | Katholiek | Turnhout      | |
| Eugène de Zerezo de Téjada            | Katholiek | Turnhout      | |
| Pierre Van Humbeeck                   | Liberaal  | Brussel       | |
| Jules Guillery                        | Liberaal  | Brussel       | Ondervoorzitter tot 13 november 1878 en parlementsvoorzitter van 13 november 1878 tot 10 maart 1881.                                                               |
| Léon Vanderkindere                    | Liberaal  | Brussel       | Vervangt vanaf 2 december 1880 de overleden Auguste Orts. |
| Antoine Dansaert                      | Liberaal  | Brussel       | |
| Gustave Washer                        | Liberaal  | Brussel       | Vervangt vanaf 13 november 1878 de overleden Joseph Gustave Ernest Allard. Washer is quaestor vanaf 26 april 1882.                                                 |
| Optat Scailquin                       | Liberaal  | Brussel       | Vervangt vanaf 20 juni 1879 de overleden Jules Anspach. |
| Adolphe Demeur                        | Liberaal  | Brussel       | |
| Henri Bergé                           | Liberaal  | Brussel       | |
| Gustave Jottrand                      | Liberaal  | Brussel       | |
| Eugène Robert                         | Liberaal  | Brussel       | Vervangt vanaf 28 februari 1882 Alexandre Jamar, die gouverneur van de Nationale Bank wordt.                                                                       |
| Eugène Goblet d'Alviella              | Liberaal  | Brussel       | |
| Auguste Couvreur                      | Liberaal  | Brussel       | Ondervoorzitter vanaf 22 maart 1881. |
| Emile Féron                           | Liberaal  | Brussel       | Vervangt vanaf 3 augustus 1880 de overleden Louis Defré. |
| Paul Janson                           | Liberaal  | Brussel       | |
| Alphonse de Becker                    | Katholiek | Leuven        | Vervangt vanaf 25 juni 1879 de overleden Emile De Becker. |
| Charles Delcour                       | Katholiek | Leuven        | |
| Louis Halflants                       | Katholiek | Leuven        | Vervangt vanaf 11 november 1879 de overleden François Schollaert.                                                                                                  |
| Théodore Smolders                     | Katholiek | Leuven        | |
| Joseph-Adrien Beeckman                | Katholiek | Leuven        | |
| Alexandre de Vrints Treuenfeld        | Liberaal  | Nijvel        | Quaestor. |
| Adolphe Le Hardy de Beaulieu          | Liberaal  | Nijvel        | Ondervoorzitter vanaf 6 augustus 1880. |
| Louis Mascart                         | Liberaal  | Nijvel        | |
| Xavier Victor Olin                    | Liberaal  | Nijvel        | |
| Amedée Visart de Bocarmé              | Katholiek | Brugge        | |
| Eugène-Edouard van Outryve d'Ydewalle | Katholiek | Brugge        | |
| Arthur Pecsteen                       | Liberaal  | Brugge        | Vervangt vanaf 6 augustus 1880 Emile De Clercq (Katholiek), die bij de tussentijdse verkiezingen niet herkozen raakte.                                             |
| Désiré de Haerne                      | Katholiek | Kortrijk      | |
| Pierre Tack                           | Katholiek | Kortrijk      | |
| Auguste Reynaert                      | Katholiek | Kortrijk      | Secretaris tot 13 november 1878. |
| Jules Vandenpeereboom                 | Katholiek | Kortrijk      | |
| Charles Janssens                      | Liberaal  | Oostende      | Vervangt vanaf 17 maart 1882 de overleden Jean-Ignace Van Iseghem.                                                                                                 |
| Théophile de Lantsheere               | Katholiek | Diksmuide     | |
| Léon Visart de Bocarmé                | Katholiek | Veurne        | |
| Auguste Beernaert                     | Katholiek | Tielt         | |
| Adile Eugène Mulle de ter Schueren    | Katholiek | Tielt         | |
| Fernand de Jonghe d'Ardoye            | Katholiek | Roeselare     | Vervangt vanaf 9 augustus 1878 de overleden Barthélémy Dumortier.                                                                                                  |
| Alberic Descantons de Montblanc       | Katholiek | Roeselare     | |
| Pierre Biebuyck                       | Katholiek | Ieper         | |
| Félix Berten                          | Katholiek | Ieper         | |
| Eugène Struye                         | Katholiek | Ieper         | |
| Charles Woeste                        | Katholiek | Aalst         | |
| Victor Van Wambeke                    | Katholiek | Aalst         | |
| Charles Verbrugghen                   | Katholiek | Aalst         | |
| Florent De Bleeckere                  | Katholiek | Oudenaarde    | Vervangt vanaf 10 november 1880 de overleden Auguste Devos. |
| Edmond Van Brabandt                   | Katholiek | Oudenaarde    | Vervangt vanaf 13 november 1878 de overleden Théodore Van der Donckt.                                                                                              |
| Yves Magherman                        | Katholiek | Oudenaarde    | |
| François d'Elhoungne                  | Liberaal  | Gent          | |
| Gustave Rolin Jaequemyns              | Liberaal  | Gent          | |
| Auguste Lippens                       | Liberaal  | Gent          | |
| Jules Devigne                         | Liberaal  | Gent          | Secretaris. |
| Jules de Hemptinne                    | Liberaal  | Gent          | |
| Auguste Wagener                       | Liberaal  | Gent          | Vervangt vanaf 28 maart 1882 de overleden Charles de Kerchove de Denterghem.                                                                                       |
| Edmond Willequet                      | Liberaal  | Gent          | |
| Constant Verhaeghe de Naeyer          | Liberaal  | Gent          | |
| Joseph Kervyn de Lettenhove           | Katholiek | Eeklo         | |
| Theodoor Janssens                     | Katholiek | Sint-Niklaas  | |
| Stanislas Verwilghen                  | Katholiek | Sint-Niklaas  | |
| Jules Malou                           | Katholiek | Sint-Niklaas  | |
| Léon De Bruyn                         | Katholiek | Dendermonde   | Vervangt vanaf 11 maart 1879 de overleden Constantin Van Cromphaut.                                                                                                |
| Philippe De Kepper                    | Katholiek | Dendermonde   | |
| Gustave Vanden Steen                  | Katholiek | Dendermonde   | |
| Gustave Sabatier                      | Liberaal  | Charleroi     | |
| Eudore Pirmez                         | Liberaal  | Charleroi     | |
| Casimir Lambert                       | Liberaal  | Charleroi     | |
| Victor Gillieaux                      | Liberaal  | Charleroi     | |
| Emile Vandam                          | Liberaal  | Charleroi     | |
| Philippe Mondez                       | Liberaal  | Charleroi     | |
| Victor Lucq                           | Liberaal  | Charleroi     | |
| Charles-Xavier Sainctelette           | Liberaal  | Bergen        | |
| Henri Bockstael                       | Liberaal  | Bergen        | |
| Emile Hardy                           | Liberaal  | Bergen        | Vervangt vanaf 8 november 1881 Léon Defuisseaux, die uit ontevredenheid ontslag neemt.                                                                             |
| Emile Masquelier                      | Liberaal  | Bergen        | Vervangt vanaf 9 november 1881 Alfred Dethuin, die lid wordt van de Belgische Senaat.                                                                              |
| Arthur Lescarts                       | Liberaal  | Bergen        | Secretaris tot 10 november 1880. |
| Gustave Paternoster                   | Liberaal  | Zinnik        | |
| Grégoire Wincqz                       | Liberaal  | Zinnik        | Vervangt vanaf 10 augustus 1880 de overleden Ernest Boucquéau. |
| Léon Houtart                          | Liberaal  | Zinnik        | |
| Jules Bara                            | Liberaal  | Doornik       | |
| Charles Rogier                        | Liberaal  | Doornik       | Parlementsvoorzitter tot 26 augustus 1878. |
| Louis Crombez                         | Liberaal  | Doornik       | |
| Henri Julien Allard                   | Liberaal  | Doornik       | |
| Joseph Jules Descamps                 | Liberaal  | Aat           | Ondervoorzitter van 13 november 1878 tot 22 maart 1881 en parlementsvoorzitter vanaf 22 maart 1881.                                                                |
| Florimond Durieu                      | Liberaal  | Aat           | Vervangt vanaf 24 juli 1879 de overleden Henri Bricoult. |
| Albert Puissant                       | Liberaal  | Thuin         | |
| Jean-Baptiste T'Serstevens            | Liberaal  | Thuin         | Vervangt vanaf 3 augustus 1880 de overleden Arthur Warocqué. |
| Alphonse de Riquet de Caraman Chimay  | Liberaal  | Thuin         | Secretaris vanaf 10 november 1880. |
| Ferdinand de Macar                    | Liberaal  | Hoei          | |
| Joseph Warnant                        | Liberaal  | Hoei          | Vervangt vanaf 8 april 1880 Gustave de Lhoneux, die lid wordt van de Belgische Senaat.                                                                             |
| Pierre Hallet                         | Liberaal  | Borgworm      | Vervangt vanaf 9 april 1880 de overleden Emile De Lexhy. |
| Pierre Jules Lejeune                  | Liberaal  | Borgworm      | |
| Walthère Frère-Orban                  | Liberaal  | Luik          | |
| Dieudonné Mouton                      | Liberaal  | Luik          | |
| Xavier Neujean                        | Liberaal  | Luik          | |
| Fernand de Rossius                    | Liberaal  | Luik          | |
| Emile Dupont                          | Liberaal  | Luik          | |
| Julien Warnant                        | Liberaal  | Luik          | |
| Émile Jamar                           | Liberaal  | Luik          | |
| Léopold Hanssens                      | Liberaal  | Luik          | Vervangt vanaf 20 januari 1880 de overleden Jean Piedboeuf. |
| Léon d'Andrimont                      | Liberaal  | Verviers      | Secretaris. |
| Guillaume Peltzer                     | Liberaal  | Verviers      | |
| Charles Léopold Mallar                | Liberaal  | Verviers      | |
| Jean Ortmans                          | Liberaal  | Verviers      | |
| Henri de Pitteurs-Hiegaerts           | Katholiek | Hasselt       | |
| Joseph Thonissen                      | Katholiek | Hasselt       | |
| Prosper Cornesse                      | Katholiek | Maaseik       | |
| François de Borchgrave d'Altena       | Katholiek | Tongeren      | |
| Oscar de Schaetzen                    | Katholiek | Tongeren      | Vervangt vanaf 7 juni 1881 de overleden Louis Julliot. |
| Emile Van Hoorde                      | Katholiek | Bastenaken    | |
| Victor Tesch                          | Liberaal  | Aarlen        | |
| Jules Pety de Thozée                  | Katholiek | Marche        | Secretaris vanaf 13 november 1878. |
| Charles Bergh                         | Liberaal  | Neufchâteau   | Vervangt vanaf 3 augustus 1880 Edouard Santkin (Katholiek), die bij de tussentijdse verkiezingen niet herkozen raakte.                                             |
| Philippe Bouvier                      | Liberaal  | Virton        | Vervangt vanaf 3 augustus 1880 Louis de Briey (Katholiek), die bij de tussentijdse verkiezingen niet herkozen raakte.                                              |
| Georges de Baillet Latour             | Liberaal  | Philippeville | Quaestor tot aan zijn overlijden op 18 april 1882. |
| Stéphane Mineur                       | Liberaal  | Philippeville | |
| Xavier Victor Thibaut                 | Katholiek | Dinant        | |
| Hadelin de Liedekerke Beaufort        | Katholiek | Dinant        | |
| Julien Tournay-Detilleux              | Liberaal  | Namen         | Vervangt vanaf 4 augustus 1880 François Moncheur (Katholiek), die niet meer opkwam bij de tussentijdse verkiezingen.                                               |
| Charles de Montpellier                | Katholiek | Namen         | Vervangt vanaf 8 april 1880 de overleden Jean Martin Dohet (Katholiek).                                                                                            |
| Alphonse de Moreau                    | Katholiek | Namen         | |
| Armand Wasseige                       | Katholiek | Namen         | |

## Commissies
Op 5 mei 1880 werd een parlementaire onderzoekscommissie opgericht inzake de morele en materiële toestand van het lager onderwijs in België, de uitslagen van de wet van 1 juli 1879 en de middelen aangewend om de uitvoering van deze wet te beletten (zie de schoolstrijd).